# Вукосавлевич, Бранислав
Бра́нислав Вукоса́влевич (серб. Бранислав Вукосављевић; 19 сентября 1929, Белград — 10 ноября 1985, там же) — югославский футболист, нападающий. Наиболее известен по выступлениям за югославский клуб «Црвена звезда» и швейцарский «Грассхоппер».

## Клубная карьера
Вукосавлевич начал профессиональную карьеру в 1947 году, перейдя из юношеской команды «Раднички» в белградский клуб «Црвена звезда». За «красно-белых» он выступал до 1953 года, забив 47 мячей в 97 играх. В составе клуба дважды стал чемпионом Югославии и трижды — обладателем кубка. В ходе победного для «Црвены звезды» розыгрыша Кубка Югославии 1948 Вукосавлевич забил 4 мяча, два из которых — в финальном матче против «Партизана».
В 1953 году перешёл в швейцарский «Грассхоппер». На протяжении пяти сезонов выступления за клуб забил свыше 100 голов в чемпионате Швейцарии. В сезоне 1955/56 Вукосавлевич стал лучшим бомбардиром чемпионата, забив 32 гола, включая все шесть мячей своей команды в матче против «Беллинцоны» (6:0). По итогам сезона «Грассхоппер» выиграл «золотой дубль».
С 1958 по 1960 год выступал за «Винтертур», одновременно возглавляя его в качестве тренера. Под его руководством в сезоне 1958/59 клуб вышел в высший дивизион Швейцарии. После завершения игровой карьеры Вукосавлевич тренировал «Грассхоппер», также занимал должность спортивного директора.

## Карьера в сборной
Вукосавлевич дважды играл за сборную Югославии: 30 октября 1949 года в отборочном матче к чемпионату мира 1950 против сборной Франции (1:1) и 13 ноября того же года в товарищеском матче против Австрии (2:5). После перехода в «Грассхоппер» перестал вызываться в сборную, поскольку по правилам Футбольного союза Югославии в ней могли играть только футболисты из отечественных клубов.

## Достижения

### Командные достижения
«Црвена звезда»
- Чемпион Югославии (2): 1951, 1952/53
- Обладатель Кубка Югославии (3): 1948, 1949, 1950
- Итого: 5 трофеев

«Грассхоппер»
- Чемпион Швейцарии: 1955/56
- Обладатель Кубка Швейцарии: 1955/56
- Итого: 2 трофея

«Винтертур»
- Победитель Националлиги B: 1958/59
- Итого: 1 трофей

### Личные достижения
- Лучший бомбардир чемпионата Швейцарии: 1956

## Статистика выступлений
| Клуб             | Сезон            | Лига | Лига | Кубки | Кубки | Кубок чемпионов | Кубок чемпионов | Итого | Итого |
| Клуб             | Сезон            | Игры | Голы | Игры  | Голы  | Игры            | Голы            | Игры  | Голы  |
| ---------------- | ---------------- | ---- | ---- | ----- | ----- | --------------- | --------------- | ----- | ----- |
| Црвена звезда    | 1947/48          | 8    | 0    | 2     | 2     | -               | -               | 10    | 2     |
| Црвена звезда    | 1948/49          | 16   | 6    | 4     | 4     | -               | -               | 20    | 10    |
| Црвена звезда    | 1949             | -    | -    | 6     | 2     | -               | -               | 6     | 2     |
| Црвена звезда    | 1950             | 14   | 5    | 7     | 6     | -               | -               | 21    | 11    |
| Црвена звезда    | 1951             | 7    | 1    | 2     | 0     | -               | -               | 9     | 1     |
| Црвена звезда    | 1952             | 13   | 8    | -     | -     | -               | -               | 13    | 8     |
| Црвена звезда    | 1952/53          | 13   | 8    | 5     | 5     | -               | -               | 18    | 13    |
| Црвена звезда    | Итого            | 71   | 28   | 26    | 19    | 0               | 0               | 97    | 47    |
| Грассхоппер      | 1953/54          | 23   | 29   | 5     | 3     | -               | -               | 28    | 32    |
| Грассхоппер      | 1954/55          | 17   | 18   | 1     | 0     | -               | -               | 18    | 18    |
| Грассхоппер      | 1955/56          | 21   | 32   | 5     | 9     | 0               | 0               | 26    | 41    |
| Грассхоппер      | 1956/57          | 21   | 27   | 4     | 10    | 4               | 2               | 29    | 39    |
| Грассхоппер      | 1957/58          | 16   | 12   | 2     | 3     | 0               | 0               | 18    | 15    |
| Грассхоппер      | Итого            | 98   | 118  | 17    | 25    | 4               | 2               | 119   | 145   |
| Винтертур        | 1958/59          | 23   | 19   | 2     | 3     | -               | -               | 25    | 22    |
| Винтертур        | 1959/60          | 13   | 7    | 3     | 2     | 0               | 0               | 16    | 9     |
| Винтертур        | Итого            | 36   | 26   | 5     | 5     | 0               | 0               | 41    | 31    |
| Всего за карьеру | Всего за карьеру | 205  | 172  | 48    | 49    | 4               | 2               | 257   | 223   |

## Вне футбола
В качестве студента Вукосавлевич изучал германистику, в итоге получил высшее экономическое образование. На протяжении многих лет был директором учреждения «Центротурист» в Белграде. Имея деловые и политические связи, помогал бывшим товарищам по команде из «Црвены звезды» — Аце Аранджеловичу, Косте Томашевичу, Предрагу Джаичу, Райко Митичу и другим. Дружил с актёром Любой Тадичем.
Был покровителем и членом ветеранской секции «Црвены звезды» вплоть до своей смерти 10 ноября 1985 года.